# En gång för alla
En gång för alla är en låt från 2004 skriven av Gustav Eurén, Karl Eurén och Niclas Arn. Låten framfördes första gången av gruppen Nina & Kim i den första deltävlingen i Melodifestivalen 2004 som ägde rum i Karlstad. Låten placerade sig på sjunde plats i deltävlingen och tog sig därmed inte vidare i tävlingen. Låten låg också på gruppens album En annan tid från samma år.

### Fotnoter
1. ↑  ”Melodifestivalen 2004”. SVT. http://www.svtstatic.se/image-cms/svtse/1335950995/melodifestivalen/article54362.svt/BINARY/Melodifestivalen_2004_Statistik.pdf. Läst 15 april 2018.
2. ↑  ”En annan tid”. Svensk mediedatabas. 26 februari 2004. http://smdb.kb.se/catalog/id/001431792. Läst 2 oktober 2015.